# Hipòtoe (nereida)
|  | Per a altres significats, vegeu «Hipòtoe». |

Hipòtoe (en grec antic Ἱπποθόη) va ser, segons la mitologia grega, una de les cinquanta Nereides, filla de Nereu, un déu marí fill de Pontos, i de Doris, una nimfa filla d'Oceà i de Tetis.
La mencionen Hesíode que diu que era «la amable Hipòtoe», i Apol·lodor a les seves llistes de nereides. Apol·lodor diu que era la nereida «deessa dels cavalls ràpids», és a dir, de les onades ràpides.